# Nemecká (przystanek kolejowy)
Nemecká – przystanek kolejowy znajdujący się we wsi Nemecká, w kraju bańskobystrzyckim, na linii kolejowej 172 Banská Bystrica – Červená Skala na Słowacji.